# Luras
Luras (Luras in sardo, Lùrisi in gallurese) è un comune italiano di 2367 abitanti della provincia della Gallura Nord-Est Sardegna nella subregione storica della Gallura. È situato a oltre 500 metri sul livello del mare. Fa parte dell'Unione dei Comuni "Alta Gallura".

## Origini del nome
Luras è stato attestato in passato con la forma Lauras. Quella attuale, nella lingua locale, si presenta come "Lùra-a". Il suo significato è da rintracciare nella voce "Laurus", col significato di "alloro". Secondo altri studi, il toponimo Luras deriva dal latino lura, che significa otre o sacco. La denominazione sarebbe nata dalla fantasia dei locali che intravedevano nelle particolari rocce presenti forme di "otri" o "sacchi".

## Storia
Il territorio di Luras fu abitato in preistoria, come attestano i dolmen ed i resti di qualche nuraghe rinvenuti nel territorio. In epoca medievale fece parte della curatoria di Gemini, nel Giudicato di Gallura. Alla caduta del giudicato (1296), con la morte dell'ultimo giudice Nino Visconti, divenne possedimento d'oltremare della Repubblica di Pisa. Passò poi nel regno di Sardegna con la conquista aragonese a partire dal 1324. Nel XVIII secolo fu incorporato nel marchesato di Gallura, sotto la signoria dei Fadriguez Fernandez, ai quali rimase fino al 1839, quando fu loro riscattato con l'abolizione del sistema feudale.
Linguisticamente presenta una particolarità: pur essendo in Gallura, gli abitanti di Luras parlano una variante del logudorese, analoga in alcune parti alla variante gallurese di Calangianus, cittadina vicinissima.

### Simboli
Lo stemma e il gonfalone del comune di Luras sono stati concessi con decreto del presidente della Repubblica del 29 febbraio 1996.
Il gonfalone è un drappo di rosso.

## Monumenti e luoghi d'interesse

### Architetture religiose

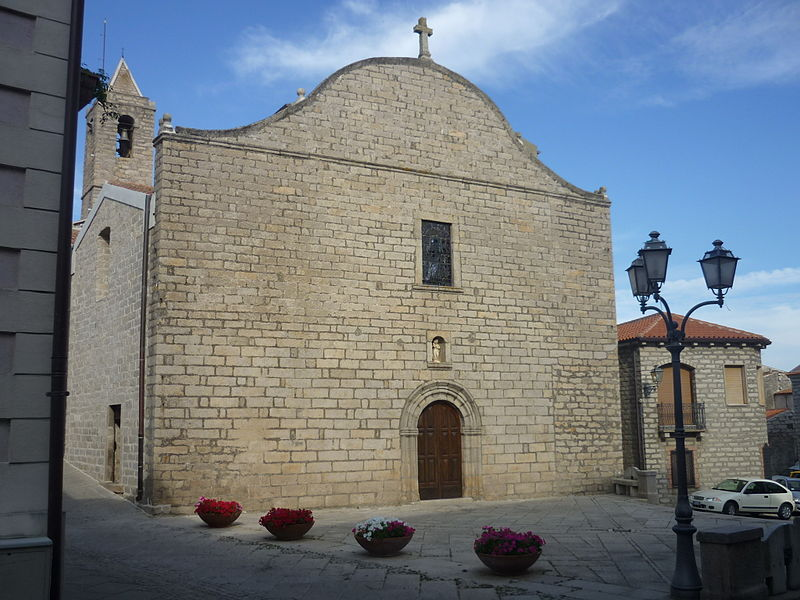
Nostra Signora del Rosario

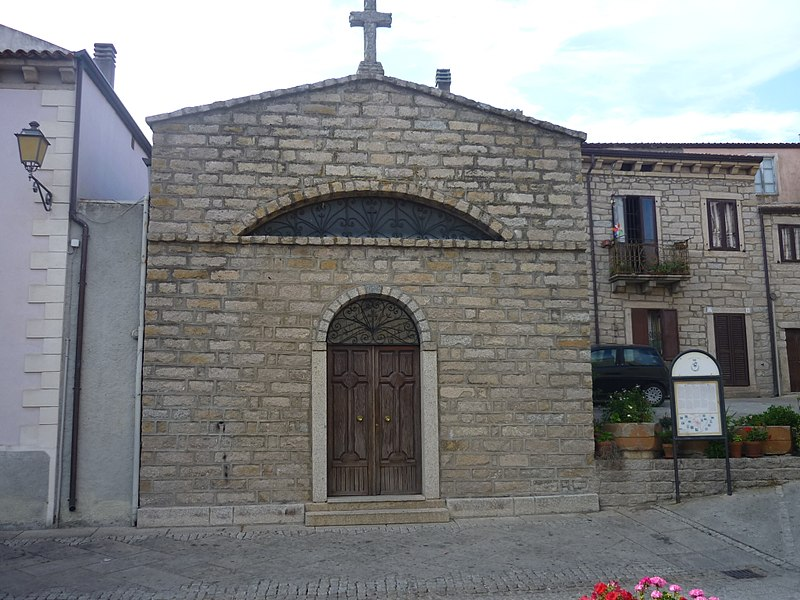
Santa Croce

- Nostra Signora del Rosario: è la chiesa parrocchiale; è dedicata alla Vergine del Rosario e, come si evince dalle date poste sulla sua facciata della chiesa, fu ricostruita tra il 1729 e il 1790. Documenti dell'archivio parrocchiale, i cosiddetti Quinque Libri, dimostrano, peraltro, che era già edificata al più tardi nel 1694. Una più antica chiesa parrocchiale era ubicata nel rione di San Giacomo e dedicata appunto a san Giacomo apostolo; quest'ultima, ormai semi abbandonata, minacciante rovina ed esposta alle profanazioni, fu abbattuta nel 1765 per ordine del vescovo di allora Pietro Paolo Carta. All'interno della parrocchiale è possibile ammirare tre dipinti di un certo pregio artistico: il primo raffigurante la Vergine del Rosario, dipinto manierista del XVII secolo; il secondo, la Pentecoste, dipinto di Antonio Caboni (1874), il terzo, le Anime purganti, dipinto di Giovanni Patrone del 1927. All'interno, inoltre, si conservano due pregevoli leoni in marmo, probabilmente residuati dall'antica facciata.
- Santa Croce: prospiciente la chiesa parrocchiale sorge la chiesetta di S. Croce, sede dell'omonima confraternita che cura le celebrazioni della settimana santa. Fu edificata nel 1677, come si evince da un'acquasantiera donata dall'allora priore Antonio di Feno. Per le feste natalizie vi viene allestito un suggestivo presepe vivente in costume tradizionale.

Sono inoltre presenti: 
- la chiesa di San Pietro del XVII secolo, la chiesa del Purgatorio del XVIII secolo e le chiese campestri di San Bartolomeo in località Carana e, in località Silonis, San Leonardo, Santa Maria delle Grazie e San Pietro.

### Siti archeologici
Luras deve la sua importanza ai monumenti preistorici, in particolare i dolmen, esistenti nel centro abitato o nelle sue immediate adiacenze. Nell'ambito dei 78 esempi di dolmen sinora identificati nella Sardegna, infatti, Luras è il centro abitato maggiormente rappresentato, con ben quattro esempi: i dolmen di Ladas, Alzoledda, Ciuledda e Billella. Questi monumenti furono realizzati, a partire dal Neolitico recente (3500 - 2700 a.C.) come sepolture collettive e come luogo dedito al culto; esse si confrontano con gli esemplari delle regioni basca, catalana e francese, di Minorca e della Corsica. I luresi solevano chiamarli sepulturas de zigantes o de paladinos.

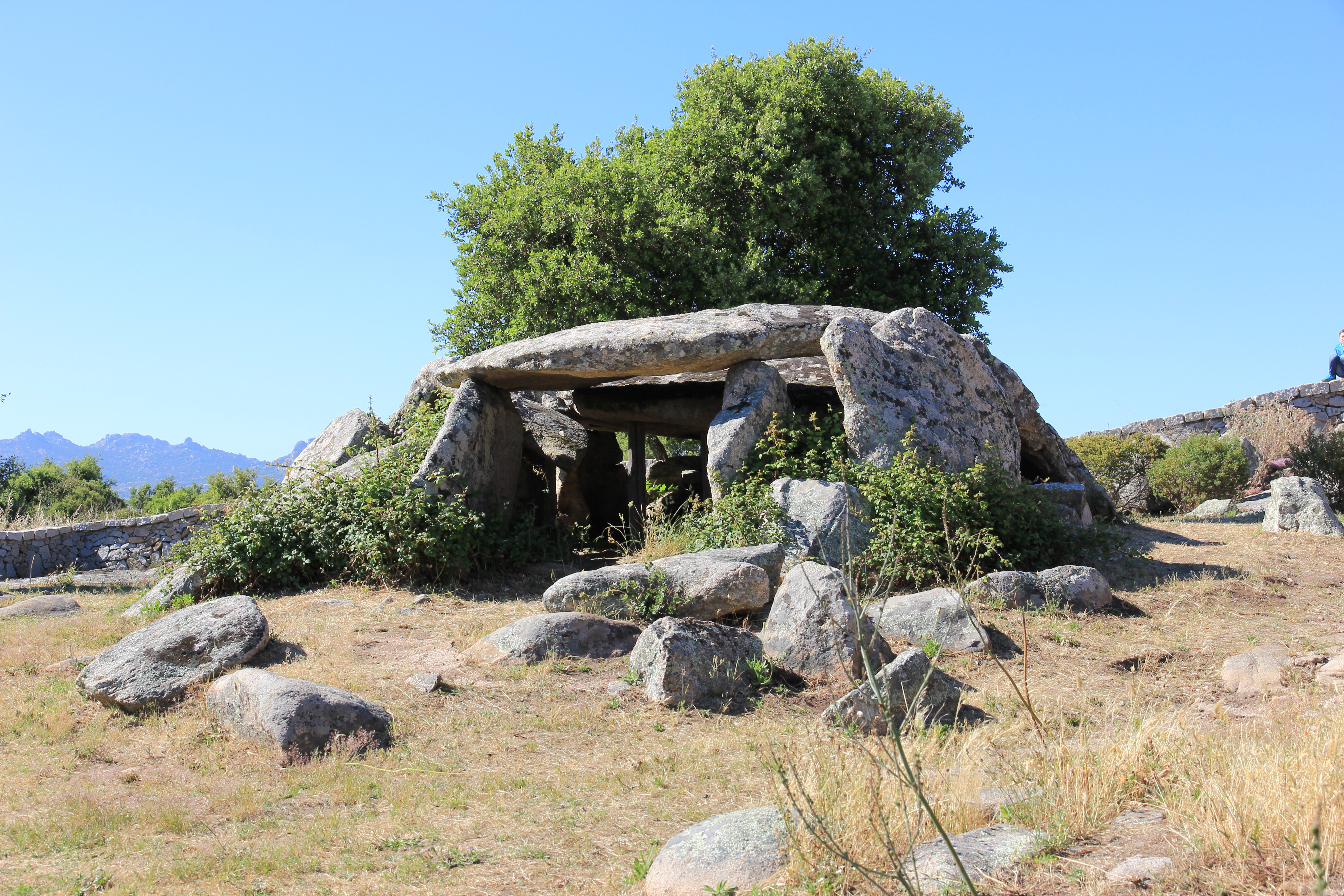
Il dolmen di Ladas

Fra i più importanti si possono citare:
- Il dolmen di Ladas; è costituito da una grande galleria coperta che misura 6 metri di lunghezza e 2,20 di altezza, coperta da due grandi lastroni e dotata di un'abside posteriore. La cella è divisa in due parti da un lastrone trasversale. La pietra di copertura posteriore – il secondo più grande esempio nell'isola - ha una superficie di circa 15 m² e misura ai lati 4,80 X 3,42 m, con uno spessore di 45 cm.; apparentemente è stata lavorata e levigata nella parte inferiore. L'ingresso è alto 1,20 m e largo 2,30 m[6]. Le pareti sono formate da lastre ortostatiche (in posizione verticale) abbastanza regolari, affiancate da massi piatti disposti in posizione obliqua. Al suo interno sono stati rinvenuti alcuni frammenti ceramici senza particolari decorazioni, genericamente attribuiti all'epoca conclusiva della cultura di Ozieri (neolitico recente). Il suo target astronomico risulta analogo a quello della maggior parte delle strutture dolmeniche della Corsica, orientate verso il sistema Centauro/Croce/Mosca. In particolare, verso il sorgere di Alfa Muscae (la stella più luminosa della costellazione della Mosca, gruppo inferiore del sistema complessivo sopra indicato) nel 2800 a.C.[7] Ciò confermerebbe la datazione ricavata dai ritrovamenti ceramici già citati.

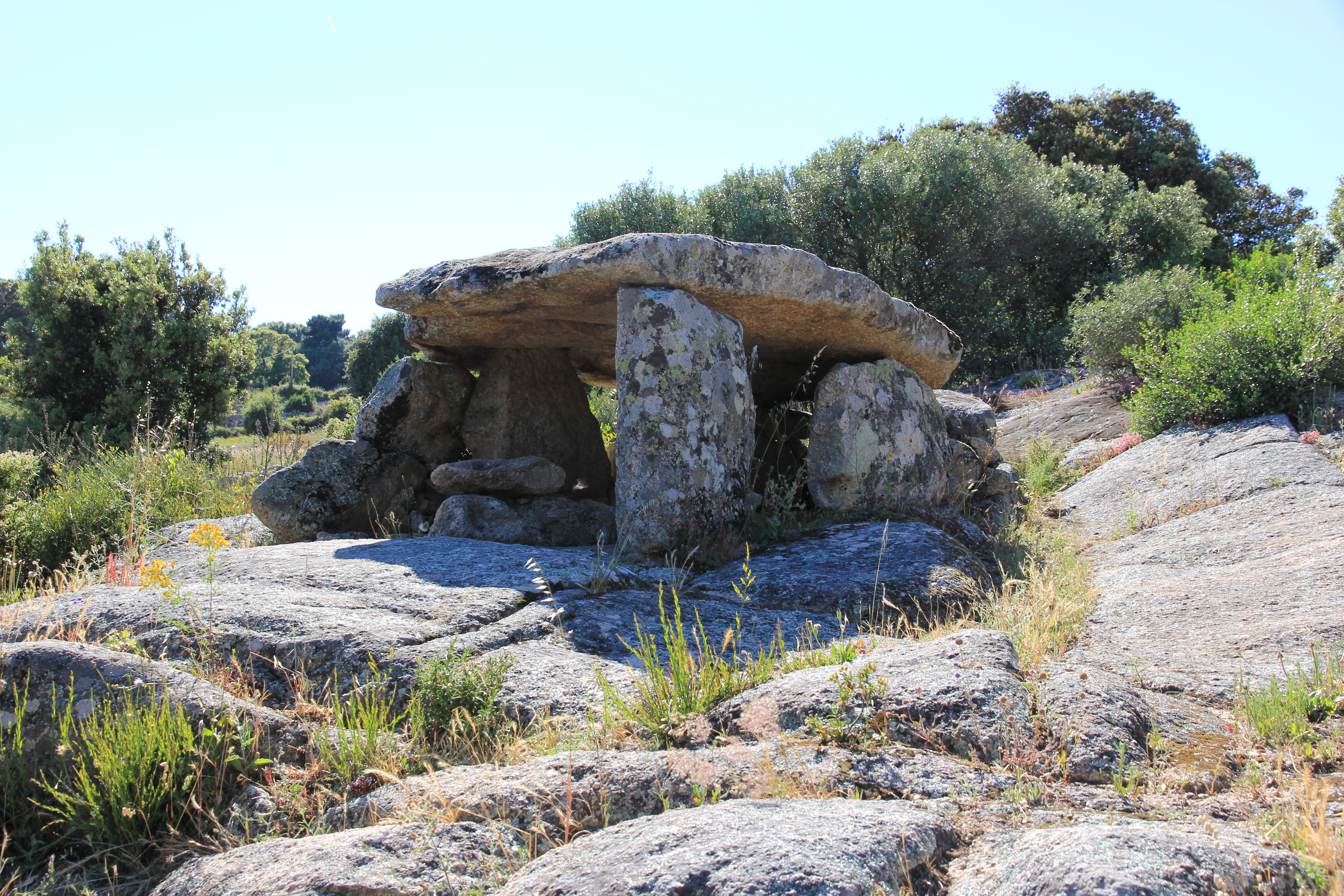
Il dolmen di Ciuledda

- Il dolmen di Ciuledda; ha pianta di forma semicircolare. È simile come tecnica costruttiva a quello di Ladas, ma in scala ridotta. Ha il vano sepolcrale a semicerchio e l'ingresso orientato a sud-est, la lastra superiore misura 3,42 x 2,35 m, l'altezza totale del monumento è circa 90 cm[6]. Nel dolmen Ciuledda, come nel Ladas, sono stati trovati frammenti ceramici, senza decorazioni particolari, che permettono una datazione approssimativa al III millennio a.C. Il suo target astronomico è più preciso, e può essere riferito alla stella Rigel nel 3100 a.C. Il Ciuledda, quindi, è stato realizzato almeno tre secoli prima del Ladas, come dimostrerebbe anche la tecnica meno perfezionata rispetto al più maestoso dei dolmen luresi[7].
- Il dolmen di Alzoledda; è una struttura tombale di tipo semplice, di forma rettangolare con ingresso rivolto verso Est e camera trapezoidale. Le pareti laterali sono costituite entrambe da una lastra ortostatica sormontata da alcune pietre di rincalzo, mentre la parete di fondo è formata da un unico ortostato piatto quadrangolare che sporge dalle pareti per quasi mezzo metro. Ha una lunghezza di 2,65 m, una larghezza di 2,20 m e un'altezza 1,65 m[6]. Il dolmen di Alzoledda è genericamente riferito alla Civiltà di Ozieri(3500-2700 a.C.). In tale epoca, nella direzione dell'ingresso della struttura, e, in particolare, intorno al 2825 a.C., sorgeva Alpha Crucis, cioè la stella più luminosa della Croce del Sud (che non è più visibile nell'emisfero settentrionale da circa tremila anni)[7].
- Il dolmen di Billella; è anch'esso genericamente riferito alla Cultura di Ozieri (3500-2700 a.C.). Presenta pianta rettangolare e ingresso rivolto a Nord-Est. La parete di destra è costituita da un lastrone ortostatico rettangolare, quella di sinistra da due massi, parzialmente lavorati, poggianti sulla roccia naturale. Uno di questi è stato adattato artificialmente per l'inserimento del lastrone di copertura che è appiattito nella superficie inferiore e lasciato al naturale in quella superiore. Per tale caratteristica il dolmen è insolito e quasi senza confronti. Ha una lunghezza di 2,50 m, una larghezza di 1,40 m e un'altezza 0,80 m[6]. Il dolmen Billella presenta un target astronomico tuttora sconosciuto, addirittura opposto a quello dell'85% circa dei dolmen esaminati da Edoardo Proverbio e Pino Calledda, che sono orientati in direzione Sud e Sud-Est[7]. Il suo orientamento, infatti, è rivolto verso Nord Nord-Ovest. Ciò potrebbe far supporre che, anziché verso il sorgere di una stella, o di un gruppo stellare, sia rivolto verso il suo tramonto. La struttura potrebbe anche essere rivolta verso qualche altra formazione naturale o artificiale, ma anche questa ipotesi rimane tutta da dimostrare.

### Aree naturali
Olivastri millenari

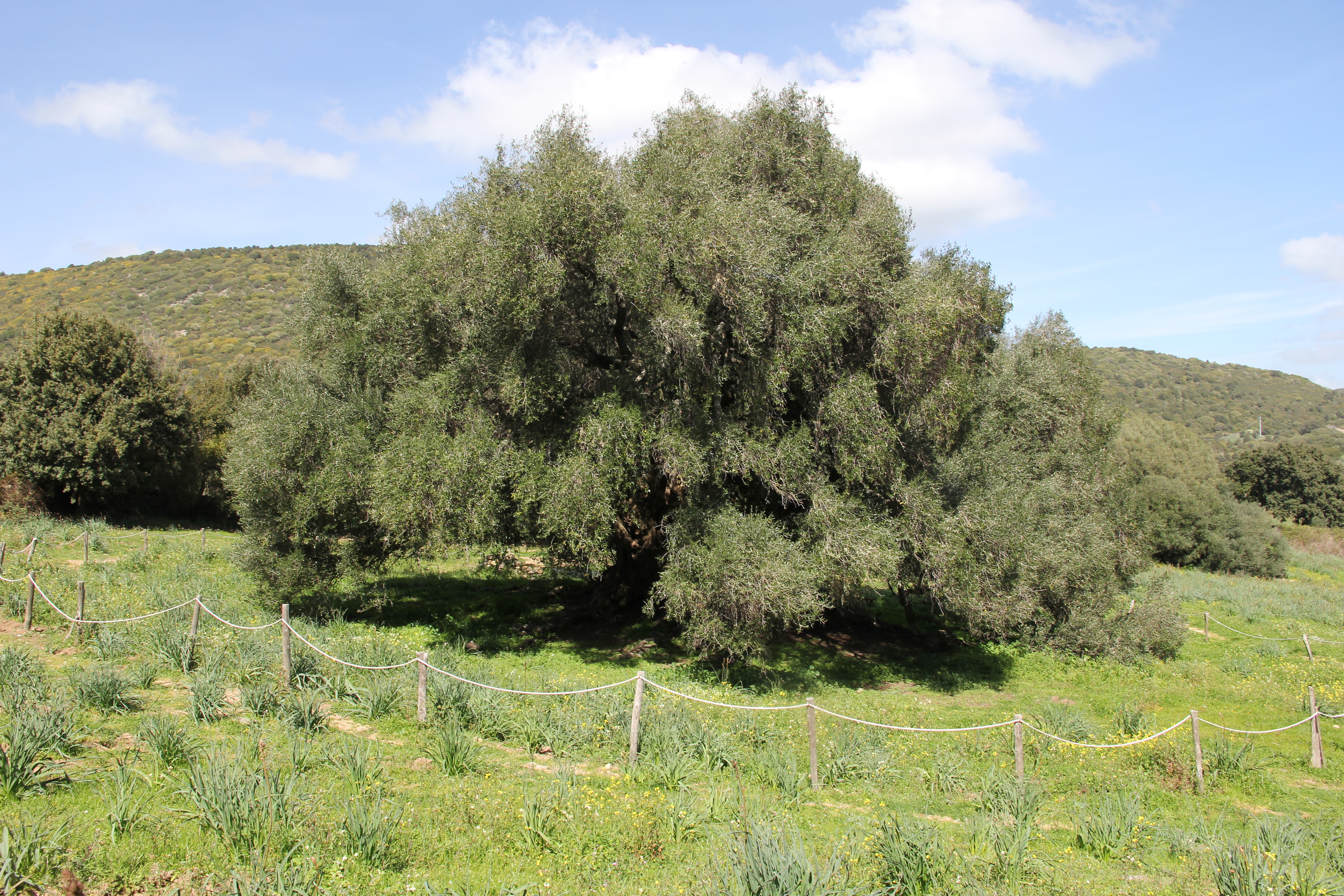
S'ozzastru. Uno degli olivastri millenari presenti nel territorio di Luras

In particolare in località Santu Baltòlu di Carana, presso la chiesetta di campagna dedicata a San Bartolomeo, è situato il più vecchio di questi olivastri, che dai luresi viene confidenzialmente e rispettosamente chiamato S'Ozzastru. Esso presenta una circonferenza di 12 metri a circa 1,30 m da terra ed è alto 8 metri. La sua età, secondo alcuni esperti, è stimata tra i 3 000 ed i 4 000 anni, risultando così uno dei più vecchi d'Europa.
Nel 1991, questo "patriarca della natura", è stato dichiarato monumento naturale ed inserito con decreto ministeriale, per la regione Sardegna, nella lista di "venti alberi secolari", uno per ogni regione italiana.

## Società

### Evoluzione demografica
Abitanti censiti

### Etnie e minoranze straniere
Secondo i dati ISTAT al 31 dicembre 2013 la popolazione straniera residente era di 137 persone (68 maschi e 69 femmine). Le nazionalità maggiormente rappresentate in base alla loro percentuale sul totale della popolazione residente erano:
- Romania 84 3,49%
- Marocco 39 1,95%

### Lingue e dialetti
Pur essendo situato nel cuore della Gallura, ha conservato il sardo logudorese, un tempo parlato in tutta la zona ma da alcuni secoli sostituito dal gallurese, idioma di origine còrsa meridionale ed affine al dialetto di Sartene. Il sardo di Luras è però molto accostabile alla variante gallurese di Calangianus per quanto riguarda alcune parti del lessico e della pronuncia (ad es. "carrasciale" per "carrasciali" che in sardo si traduce con "carrassegare"/carnevale). Altra particolarità del dialetto locale è l'inesistenza dell'articolo plurale maschile "sos", ma solo il femminile "sas" (es.: sing. su fizu, pl. sas fizos; sing. su caddu, pl. sas caddos; sing. s'omine, pl. sas omines).

## Cultura
Il blasone comune (in gallurese "stivignu") in Gallura nei confronti dei luresi è quello di "lurisinchi maccioni" (luresi astuti come volpi). In Sardegna correva la leggenda secondo cui gli abitanti di Luras sarebbero di etnia ebraica, in quanto i luresinchi (abitanti del villaggio di Luras) sono sempre stati dei bravi commercianti e contabili.

### Eventi
Da tanti anni, a Luras ha luogo il Ballo dei debuttanti, un appuntamento organizzato da Comune e volontari che vede protagonisti ragazze e ragazzi. L'evento è attualmente alla sua 23ª edizione.

### Musei
- Museo etnografico Galluras "il Museo della Femina Agabbadora". Via Nazionale, 35/a. Fedelissima ricostruzione degli interni della tipica abitazione gallurese, con oltre 7 000 reperti datati dalla fine del Quattrocento alla prima metà del Novecento. Il museo è situato sulla via principale del paese, fronte monumento ai caduti in guerra, in una struttura abitativa tipica dell'Alta Gallura, con caratteristica facciata in granito a vista e solai in legno, perfettamente restaurata. Tra i reperti più interessanti, unico esemplare al mondo[senza fonte], il martello della femina agabbadòra, figura ormai scomparsa della cultura sarda, per una pratica ante litteram dell'eutanasia[11].
- Collezione Forteleoni. Piazza del Rosario. Esposizione permanente delle opere in sughero di Tonino Forteleoni (Luras 1915-1996)[12].

## Infrastrutture e trasporti

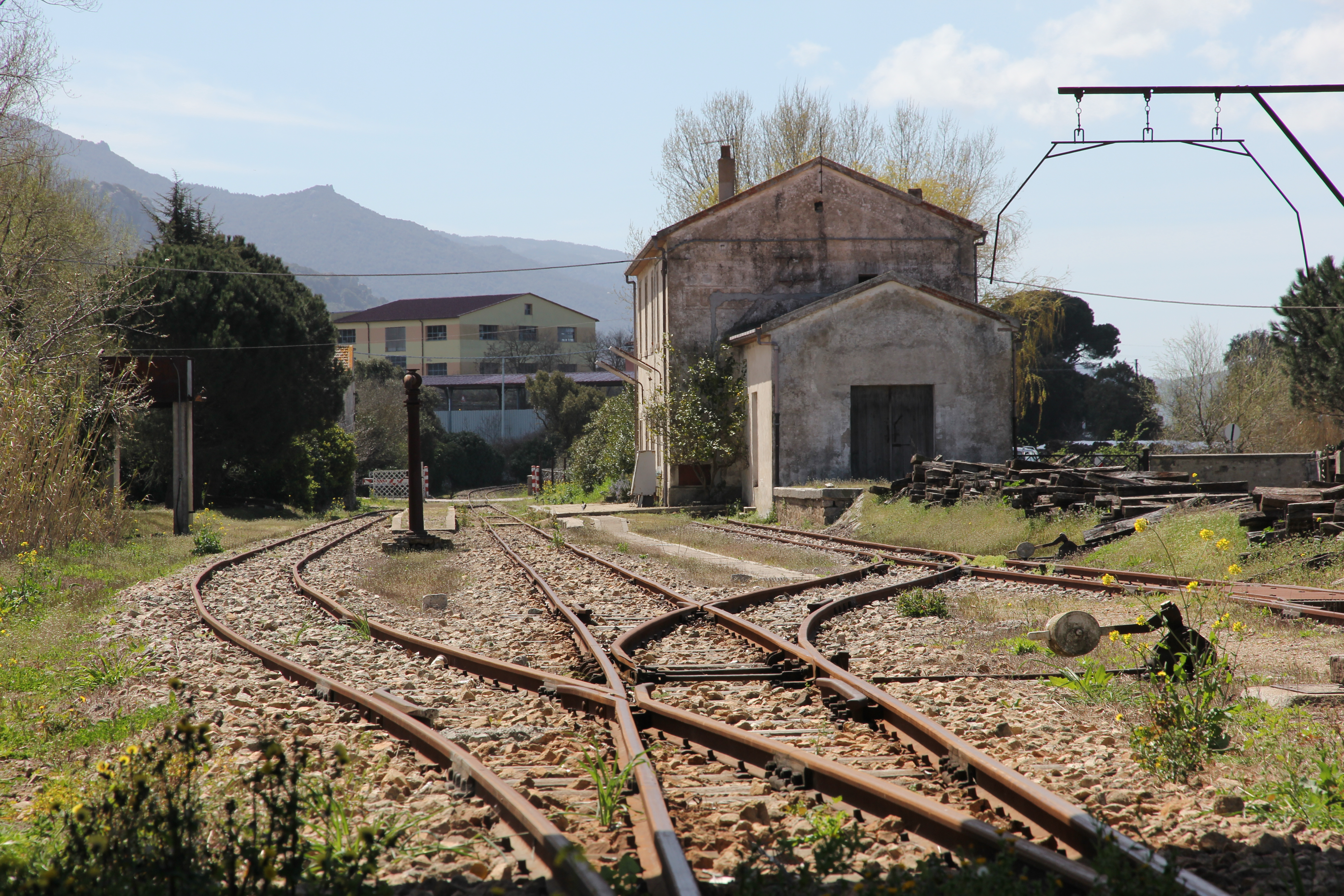
La stazione di Luras, situata in territorio comunale di Calangianus, in passato fu scalo di diramazione tra le linee per Palau e Monti

### Ferrovie
Il comune è servito dalla stazione di Luras, situata nel territorio comunale di Calangianus e posta lungo la ferrovia Sassari-Tempio-Palau, linea utilizzata in questo tratto sino al 1997 per i servizi di trasporto pubblico e successivamente per esclusivi impieghi turistici legati al Trenino Verde. Da tale stazione sino al 1958 si diramava anche la dismessa linea ferroviaria Monti-Tempio.

## Amministrazione
| Periodo         | Periodo         | Primo cittadino          | Partito                              | Carica  | Note   |
| --------------- | --------------- | ------------------------ | ------------------------------------ | ------- | ------ |
| 6 giugno 1993   | 27 aprile 1997  | Antonio Pinna            | lista eterogenea                     | Sindaco | [ 13 ] |
| 27 aprile 1997  | 13 maggio 2001  | Antonio Pirisinu         | PPI                                  | Sindaco | [ 14 ] |
| 13 maggio 2001  | 28 maggio 2006  | Alberto Lentinu          | lista civica                         | Sindaco | [ 15 ] |
| 28 maggio 2006  | 15 maggio 2011  | Giuseppina Maria Careddu | lista civica                         | Sindaco | [ 16 ] |
| 15 maggio 2011  | 5 giugno 2016   | Giuseppina Maria Careddu | lista civica "Luras"                 | Sindaco | [ 17 ] |
| 5 giugno 2016   | 11 ottobre 2021 | Maria Giuseppina Careddu | lista civica "Per Luras"             | Sindaco | [ 18 ] |
| 11 ottobre 2021 | in carica       | Mauro Azzena             | lista civica "Luras progetto futuro" | Sindaco | [ 19 ] |

## Sport
La principale squadra di calcio della città è la S.S. Lauras 1946 che milita in Prima Categoria. I colori sociali sono il nero ed il bianco ed è nata nel 1946.
La Polisportiva Juve Luras si occupa principalmente di calcio a livello giovanile, collezionando diversi trofei a livello provinciale e regionale e partecipando ogni anno a tornei di livello internazionale, arrivando a contribuire alla Rappresentativa Sardegna vincitrice della Coppa Mediterraneo 2014 con quattro dei suoi ragazzi. L'attività polisportiva comprende attività come badminton, pallavolo e pallacanestro.
Una seconda società giovanile era in attività fino al 2016 col nome Football Club Luras. Attualmente, l'organico societario della stessa organizza il Torneo Internazionale Manlio Selis.

### Impianti sportivi
- L'impianto sportivo comunale di maggior rilievo è lo stadio comunale Limbara. Dotato di fondo in erba sintetica, ha una capienza di circa 1750 spettatori (di cui 450 al coperto).
- Campo comunale Toveddu.
- Palasport.